# Sviluppo di Windows 10
Lo sviluppo di Windows 10 iniziò nei primi mesi del 2014, con prime avvisaglie in aprile e luglio ed una presentazione ufficiale delle prime idee e risultati in settembre, contestualmente all'annuncio del nome definitivo. Il nome in codice del progetto di sviluppo era Threshold. Il primo rilascio pubblico ufficiale in versione stabile è avvenuto il 29 luglio 2015, quella che potrebbe essere definita versione RTM (sebbene non rispecchi più le versioni RTM di Windows del passato).

## Peculiarità
Il sistema operativo viene continuamente sviluppato in quanto servizio, non più in quanto prodotto finito. In quest'ottica lo sviluppo da qui in poi sarà organico e aggiornamenti verranno rilasciati con frequenza, appena raggiunto un soddisfacente livello di stabilità. Si fa riferimento a Windows 10 come all'ultima versione di Windows, in quanto d'ora in poi la versione tenderà a slittare in secondo piano, forte di una piattaforma software modulare sempre aggiornata ed in costante evoluzione.
Il nome in codice del progetto di sviluppo iniziale è stato "Threshold" (aggiornamento di novembre è "Threshold 2". All'inizio del 2016 è stato avviato il secondo progetto, chiamato "Redstone", attualmente rilasciato in 4 rami: Il primo ramo è stato rilasciato ad agosto 2016 sotto il nome di "Anniversary Update", il secondo ramo è stato rilasciato ad aprile 2017 sotto il nome di "Creators Update", il terzo ramo è stato rilasciato ad ottobre 2017 sotto il nome di "Fall Creators Update", mentre il quarto ramo, rilasciato ad aprile 2018, è stato denominato "April 2018 Update".
Motore centrale del percorso evolutivo è il programma Windows Insider, attivo sin dalle prime battute di sviluppo e aperto tuttora. Si tratta di un progetto che dà la possibilità a chiunque sia interessato di sperimentare le versioni preliminari di Windows, prima del loro rilascio pubblico. Una linea diretta di condivisione di opinioni, riscontri, segnalazioni, suggerimenti e idee con gli sviluppatori in Microsoft, con l'auspicio e l'obiettivo di plasmare un sistema operativo allo stesso tempo familiare a rivoluzionario partendo dall'esperienza degli utenti finali stessi.

## I primi annunci
Nell'aprile 2014, alla BUILD Conference, Terry Myerson di Microsoft ha presentato una versione aggiornata di Windows che aggiungeva la possibilità di eseguire applicazioni Windows Store all'interno dell'ambiente desktop di Windows e in nella quale si tornava ad un tradizionale menu di Start, abbandonando la schermata di Start che era stata introdotta come sostituto nel precedente Windows 8.0 e 8.1. Il nuovo menù di Start riprendeva quello di Windows 7, usando solo una porzione dello schermo; nella prima colonna si trovava un elenco di app, nella seconda veniva lasciato spazio ai riquadri animati (live tiles) delle app installate. Microsoft ha inoltre annunciato il concetto di "app universali di Windows", singole applicazioni capaci di adattare interfaccia grafica ed esperienza utente in base al tipo di dispositivo utilizzato.
Nel luglio 2014, il nuovo CEO di Microsoft Satya Nadella ha spiegato che l'azienda era al lavoro per realizzare la prossima versione di Windows come unico sistema operativo per schermi e dispositivi di tutte le dimensioni; unificando i precedenti Windows, Windows RT e Windows Phone intorno un'architettura e un ecosistema di applicazioni comune. Nel corso dello stesso mese Microsoft ha mostrato catture di schermata, rivelando la possibilità di gestire più desktop virtuali, l'introduzione un centro di notifiche e di alcune nuove icone di sistema, ispirate ad un linguaggio di progettazione più semplice e minimale.

## La presentazione ufficiale
Threshold è stato ufficialmente presentato il 30 settembre 2014 con il nome di Windows 10. Myerson l'ha definito una piattaforma più completa che mai, una piattaforma capace di offrire una singola versione unificata per computer fissi e all-in-one, portatili, 2-in-1 e convertibili, tavolette elettroniche, telefoni, dispositivi IoT, Xbox e HoloLens. Myerson ha rifiutato di spiegare il motivo per cui Microsoft, dopo Windows 8, ha saltato il numero 9 per arrivare a Windows 10, ha però ironizzato sul fatto che non potevano chiamarlo "Windows One" (riferendosi a più recenti prodotti Microsoft con un nome simile, come Xbox One e OneDrive) perché avevano già creato un prodotto con questo nome, Windows 1.0.